# James Fannin
James Walker Fannin, Jr (Georgia, 1º gennaio 1804 – Goliad, 27 marzo 1836) è stato un politico e militare statunitense, leader del Texas durante la rivoluzione texana.
Fu catturato durante la Battaglia di Coleto e assassinato per ordine del generale Antonio López de Santa Anna.